# Scottish Premier League 2000/01
Die Scottish Premier League wurde 2000/01 zum dritten Mal ausgetragen. Es war zudem die 104. Austragung der höchsten Fußball-Spielklasse innerhalb der Scottish Football League, in welcher der Schottische Meister ermittelt wurde. In der Saison 2000/01 traten 12 Vereine in insgesamt 38 Spieltagen gegeneinander an. Jedes Team spielte jeweils einmal zu Hause und auswärts gegen jedes andere Team in der 1. Runde. Danach wurde die Liga auf zwei Hälften geteilt, in denen die Mannschaften noch einmal gegeneinander spielen. Bei Punktgleichheit zählte die Tordifferenz.
Celtic Glasgow gewann zum insgesamt 37. Mal in der Vereinsgeschichte die schottische Meisterschaft. Die Bhoys qualifizierten sich als Meister für die Champions League Saison-2001/02. Der Vizemeister, die Glasgow Rangers spielten auch in der Champions League wegen der verbesserten Position von Schottland in der UEFA-Fünfjahreswertung. Der unterlegene Pokalfinalist Hibernian Edinburgh sowie der Viertplatzierte FC Kilmarnock qualifizierten sich für den UEFA-Pokal. Der FC St. Mirren stieg am Saisonende in die First Division ab. Mit 35 Treffern wurde Henrik Larsson von Celtic Glasgow Torschützenkönig.

## 1. Runde

### Tabelle
| Pl. | Verein                   | Sp. | S  | U  | N  | Tore    | Diff. | Punkte |
| --- | ------------------------ | --- | -- | -- | -- | ------- | ----- | ------ |
| 1.  | Celtic Glasgow (L)       | 33  | 28 | 4  | 1  | 081:240 | +57   | 88     |
| 2.  | Glasgow Rangers (M, P)   | 33  | 22 | 4  | 7  | 060:310 | +29   | 70     |
| 3.  | Hibernian Edinburgh      | 33  | 17 | 10 | 6  | 052:250 | +27   | 61     |
| 4.  | FC Kilmarnock            | 33  | 14 | 7  | 12 | 039:440 | −5    | 49     |
| 5.  | Heart of Midlothian      | 33  | 13 | 8  | 12 | 052:440 | +8    | 47     |
| 6.  | FC Dundee                | 33  | 11 | 8  | 14 | 047:410 | +6    | 41     |
| 7.  | Dunfermline Athletic (N) | 33  | 11 | 8  | 14 | 032:480 | −16   | 41     |
| 8.  | FC Motherwell            | 33  | 11 | 6  | 16 | 037:480 | −11   | 39     |
| 9.  | FC Aberdeen              | 33  | 8  | 12 | 13 | 037:480 | −11   | 36     |
| 10. | FC St. Johnstone         | 33  | 8  | 11 | 14 | 035:480 | −13   | 35     |
| 11. | Dundee United            | 33  | 5  | 8  | 20 | 030:580 | −28   | 23     |
| 12. | FC St. Mirren (N)        | 33  | 5  | 4  | 24 | 021:640 | −43   | 19     |

Platzierungskriterien: 1. Punkte – 2. Tordifferenz – 3. geschossene Tore

| Saison 2000/01 |

| Zum Saisonende 1999/2000 |                                   |
| (M)                      | Meister des Vorjahres             |
| (P)                      | Pokalsieger des Vorjahres         |
| (L)                      | Ligapokalsieger des Vorjahres     |
| (N)                      | Aufsteiger aus der First Division |

## 2. Runde

### Meisterschafts-Play-offs
| Pl. | Verein                 | Sp. | S  | U  | N  | Tore    | Diff. | Punkte |
| --- | ---------------------- | --- | -- | -- | -- | ------- | ----- | ------ |
| 1.  | Celtic Glasgow (L)     | 38  | 31 | 4  | 3  | 090:290 | +61   | 97     |
| 2.  | Glasgow Rangers (M, P) | 38  | 26 | 4  | 8  | 076:360 | +40   | 82     |
| 3.  | Hibernian Edinburgh    | 38  | 18 | 12 | 8  | 057:350 | +22   | 66     |
| 4.  | FC Kilmarnock          | 38  | 15 | 9  | 14 | 044:530 | −9    | 54     |
| 5.  | Heart of Midlothian    | 38  | 14 | 10 | 14 | 056:500 | +6    | 52     |
| 6.  | FC Dundee              | 38  | 13 | 8  | 17 | 051:490 | +2    | 47     |

| Saison 2000/01 |

| Zum Saisonende 1999/2000 |                               |
| (M)                      | Meister des Vorjahres         |
| (P)                      | Pokalsieger des Vorjahres     |
| (L)                      | Ligapokalsieger des Vorjahres |

### Abstiegs-Play-offs
| Pl. | Verein                   | Sp. | S  | U  | N  | Tore    | Diff. | Punkte |
| --- | ------------------------ | --- | -- | -- | -- | ------- | ----- | ------ |
| 7.  | FC Aberdeen              | 38  | 11 | 12 | 15 | 045:520 | −7    | 45     |
| 8.  | FC Motherwell            | 38  | 12 | 7  | 19 | 042:560 | −14   | 43     |
| 9.  | Dunfermline Athletic (N) | 38  | 11 | 9  | 18 | 034:540 | −20   | 42     |
| 10. | FC St. Johnstone         | 38  | 9  | 13 | 16 | 040:560 | −16   | 40     |
| 11. | Dundee United            | 38  | 9  | 8  | 21 | 038:630 | −25   | 35     |
| 12. | FC St. Mirren (N)        | 38  | 8  | 6  | 24 | 032:720 | −40   | 30     |

| Saison 2000/01 |

| Zum Saisonende 1999/2000 |                                   |
| (N)                      | Aufsteiger aus der First Division |

## Auszeichnungen während der Saison
| Monat          | Trainer des Monats                 | Spieler des Monats                     |
| -------------- | ---------------------------------- | -------------------------------------- |
| August 2000    | Martin O’Neill (Celtic Glasgow)    | Andy McLaren (FC Kilmarnock)           |
| September 2000 | Bobby Williamson (FC Kilmarnock)   | Henrik Larsson (Celtic Glasgow)        |
| Oktober 2000   | Alex McLeish (Hibernian Edinburgh) | Mixu Paatelainen (Hibernian Edinburgh) |
| November 2000  | Billy Davies (FC Motherwell)       | Barry Ferguson (Glasgow Rangers)       |
| Dezember 2000  | Martin O’Neill (Celtic Glasgow)    | Barry Ferguson (Glasgow Rangers)       |
| Januar 2001    | Winterpause (keine Vergabe)        | Winterpause (keine Vergabe)            |
| Februar 2001   | Martin O’Neill (Celtic Glasgow)    | Claudio Caniggia (FC Dundee)           |
| März 2001      | Alex Smith (Dundee United)         | Neil Lennon (Celtic Glasgow)           |
| April 2001     | Tom Hendrie (FC St. Mirren)        | Antti Niemi (Heart of Midlothian)      |
| Mai 2001       | Alex Smith (Dundee United)         | Jörg Albertz (Glasgow Rangers)         |

## Die Meistermannschaft von Celtic Glasgow
(Berücksichtigt wurden alle Spieler die im Kader von Celtic Glasgow für die Saison 2000/01 standen)
| Celtic Glasgow | |
|                | - Tor: Barry Corr, Rab Douglas, Jonathan Gould, Stewart Kerr, Dmitri Charin - Abwehr: Tommy Boyd, Marc Cocozza, John Convery, Stephen Crainey, Jim Goodwin, John Kennedy, Stéphane Mahé, Jackie McNamara, Johan Mjällby, Alan Stubbs, Olivier Tébily, Joos Valgaeren, David van Zanten, Ramon Vega - Mittelfeld: Didier Agathe, Stéphane Bonnes, Michael Doyle, Mark Fotheringham, Colin Healy, Andrew Kilmartin, Paul Lambert, Neil Lennon, Shaun Maloney, Liam Miller, Ľubomír Moravčík, Stilijan Petrow, Bobby Petta, Jamie Smith, Alan Thompson, Morten Wieghorst - Angriff: Mark Burchill, Tommy Johnson, Henrik Larsson, Simon Lynch, Chris Sutton - Trainer: Martin O’Neill |